# Памятник Иетиму Гурджи
Памятник Иетиме Гурджи в Тбилиси, в историческом районе Старый город, на набережной правого берега Куры.
Иетим Гурджи (Ефим Грузин, настоящее имя Арутюн Григорьевич Агаджанов; 1875—1940) — грузинский народный певец и поэт, ашуг, чрезвычайно популярный в своё время в городе.

## История
Памятник установлен в 1985 году, его создали скульптор Д. Микатадзе, архитектор Ш. Кавлашвили.